# Neobidessus lilliputanus
Neobidessus lilliputanus är en skalbaggsart som först beskrevs av Aubé 1838.  Neobidessus lilliputanus ingår i släktet Neobidessus och familjen dykare. Inga underarter finns listade i Catalogue of Life.